# Eupolis
Eupolis (Oudgrieks: Εὔπολις) van Athene was een Attische blijspeldichter uit de 5e eeuw v.Chr. Samen met Cratinus en Aristophanes geldt hij als de belangrijkste vertegenwoordiger van de zogenaamde Oude Komedie.
In zijn werken nam Eupolis gewoonlijk belangrijke personen uit het politieke en sociale leven op de korrel.
- In zijn  Χρυσοῦν γένος (Gouden Eeuw, opgevoerd in 424 v.Chr., hetzelfde jaar als de Ridders van Aristophanes) moest Cleon het ontgelden;
- In zijn Μαρικᾶς (Wellusteling, uit 421 v.Chr.) koos hij de oorlogszuchtige demagoog Hyperbolus als doelwit. Naar aanleiding van dit laatste stuk werd hij door Aristophanes van plagiaat beschuldigd.
- Met de  Κόλακες (Vleiers; eveneens uit 421) richtte Eupolis zijn aanvallen op Callias en Protagoras (en andere sofisten)
- In de Βάπται (Dopers, uit 416 of 415 v.Chr.) was Alcibiades het slachtoffer.
- Betrekkelijk goed is ons Eupolis' blijspel Δῆμοι (Gemeenten) bekend. Dit stuk werd opgevoerd in 412 v.Chr., na de noodlottige afloop van de Atheense expeditie naar Sicilië in 415. Hierin brengt Myronides een aantal overleden staatslieden uit de "goede, oude tijd" (Solon van Athene, Miltiades de Oudere, Aristides en Pericles) vanuit de Hades naar de aarde terug om advies te geven in de benarde politieke situatie.

In de oudheid werd Eupolis geprezen om zijn vindingrijkheid, zijn elegantie en zijn trefzekere geestigheid.
- Bibsys: 90732829
- Bibliothèque nationale de France: cb150596550 (data)
- Catàleg d'autoritats de noms i títols de Catalunya: 981058507682206706
- Gemeinsame Normdatei: 118682717
- International Standard Name Identifier: 0000 0000 7969 4164
- Library of Congress Control Number: n83013974
- Nationale Bibliotheek van Israël: 987007274575905171
- Nationale en Universitaire bibliotheek Zagreb: 000113555
- Nederlandse Thesaurus van Auteursnamen: 069951268
- Réseau des bibliothèques de Suisse occidentale: 02-A014253567
- Istituto Centrale per il Catalogo Unico: MILV253934
- LIBRIS: 303110
- Système universitaire de documentation: 076543021
- Virtual International Authority File: 1377862
- WorldCat: E39PCjDbQ7mRqdGdB7D98F6hBK